# Bensonhurst
Bensonhurst – dzielnica nowojorskiego Brooklynu. Swą nazwę wywodzi od byłego prezesa Brooklyn Gas Artura W. Bensona, który w 1835 r. zakupił grunty rolne na tym obszarze wyspy Long Island od rodziny Polhemusów. 

## Demografia
Dzielnica przez lata kojarzona była strice ze społecznością włoską, pochodzącą z Sycylii. Wiązało się to także z dużymi wpływami mafii, które w ostatnich latach znacząco się zmniejszyły. Ma to głównie związek z napływem fali przede wszystkim azjatyckich i rosyjskich imigrantów. Obecnie spośród 151 000 mieszkańców Bensonhurst Włosi nie stanowią nawet połowy. Sytuacja jest tutaj bardzo podobna do polskiego Greenpointu, gdzie zasymilowani imigranci przenoszą się w głąb kontynentalnej części USA.